# Hedendaagse filosofie
De hedendaagse filosofie is de filosofie die globaal begint in de twintigste eeuw. Stromingen binnen de hedendaagse filosofie zijn levensfilosofie, fenomenologie, existentialisme, structuralisme, postmodernisme, metamodernisme, ordinary language philosophy en analytische filosofie. De belangrijkste kenmerken van de hedendaagse filosofie zijn enerzijds de professionalisering van de filosofie, filosofen worden beroepsfilosofen. Anderzijds is er ook het kenmerk dat de grote metafysische pretenties grotendeels worden opgegeven: filosofen beogen niet meer een volledig metafysisch systeem te bedenken. Een andere belangrijke gebeurtenis is het ontstaan van de kloof tussen de continentale filosofie, met filosofen als Martin Heidegger en Jacques Derrida, en de analytische filosofie met filosofen als Bertrand Russell en Saul Kripke.

## Het begin van de hedendaagse filosofie
De benaming hedendaagse filosofie heeft het probleem waar het begin van de hedendaagse filosofie geplaatst moet worden. Het is zo bijvoorbeeld niet eenduidig te zeggen of stromingen zoals het Brits idealisme, de levensfilosofie of het pragmatisme volledig tot de hedendaagse wijsbegeerte moeten gerekend worden. Door de filosofen zelf worden er verschillende beginpunten aangeduid: zo laten sommigen het samenvallen met het ontstaan van de kloof tussen de continentale en analytische filosofie. Er is hier echter moeilijk een precieze datum voor te vinden, maar al bij al situeert zich het ergens aan het begin van de 20e eeuw bij denkers als Henri Bergson, Edmund Husserl en Bertrand Russell.
Anderen gaan verder terug in de tijd, tot wat zij zien als de oorsprong van deze kloof. Zo wordt het hele Brits idealisme en Duits idealisme, en hun critici zoals Søren Kierkegaard, Karl Marx en Friedrich Nietzsche in de hedendaagse wijsbegeerte opgenomen. Ook het werk van Immanuel Kant wordt soms al aangewezen als continentaal en de kloof tussen het empirisme en rationalisme wordt dan geïnterpreteerd in functie van deze latere tegenstelling: rationalisten waren de voorgangers van de continentale filosofie (ze leefde ook op het continent) en empiristen (die voornamelijk uit Groot-Brittannië kwamen) waren de voorgangers van de analytische filosofie.
J.M. Bocheński hanteert dan weer in zijn Geschiedenis van de Europese Hedendaagse Wijsbegeerte het criterium dat een filosoof behoort tot de hedendaagse filosofie wanneer deze na de Eerste Wereldoorlog de belangrijkste publicaties maakte. Henri Bergson en Max Scheler vallen hier dan bijvoorbeeld wel onder, maar iemand als F.H. Bradley dan weer niet. Bochenski maakte wel weer enkele uitzonderingen: het werk van Wilhelm Dilthey en William James nam hij toch op in zijn bespreking, ook al situeren hun publicaties zich eerder.

## Kenmerken en stromingen
Net als in de middeleeuwse filosofie of de moderne filosofie kenmerkt de hedendaagse filosofie zich door enerzijds een onderverdeling in verschillende stromingen en anderzijds een reeks gemeenschappelijke kenmerken die deze stromingen delen. De voornaamste stromingen binnen de hedendaagse filosofie zijn:
- Het neokantianisme met Hermann Cohen en Ernst Cassirer
- De levensfilosofie met Henri Bergson en Georg Simmel
- Het pragmatisme met C.S. Peirce en William James
- Het neothomisme met Joseph Maréchal en Jacques Maritain
- Het neorealisme van de analytische filosofie met Bertrand Russell en G.E. Moore
- De fenomenologie met Franz Brentano en Edmund Husserl
- De nieuwe of realistische metafysica met Nicolai Hartmann en A.N. Whitehead
- Het logisch positivisme van de Wiener Kreis met Rudolf Carnap en Otto Neurath
- De kritische theorie van de Frankfurter Schule met Theodor Adorno en Jürgen Habermas
- Het existentialisme met Jean-Paul Sartre en Albert Camus
- De feministische filosofie met Simone de Beauvoir en Judith Butler
- De ordinary language philosophy met Ludwig Wittgenstein en John Austin
- Het structuralisme met Ferdinand de Saussure en Claude Lévi-Strauss
- Het postmodernisme of poststructuralisme met Michel Foucault en Jacques Derrida
- Het speculatief realisme met Ray Brassier en Quentin Meillassoux
- De experimentele filosofie met Joshua Knobe en Shaun Nichols

De voornaamste kenmerken die in de hedendaagse filosofie te toon zetten, en het onderscheiden van de vroegere moderne filosofie, zijn:
- Antimechanisme: hierin wordt geageerd tegen een te mechanistische opvatting. Het wetenschappelijke wereldbeeld komt onder vuur te staan, voornamelijk binnen de continentale filosofie. Stromingen als de fenomenologie of het postmodernisme, maar ook de ordinary language philosophy, leggen de nadruk op de natuurlijke wijze waarop we de wereld zien. Dit is de oorspronkelijke wereld en de onpersoonlijke en onttoverde wereld van de wetenschap is hoogstens een theoretische abstractie.
- Antipositivisme: met uitzondering van het logisch positivisme delen de meeste hedendaagse filosofische stromingen de premisse dat de wetenschap niet de ultieme bron kan zijn voor alle kennis. Er zijn met andere woorden andere kennisbronnen en -fundamenten naast de wetenschap. De waarde die aan de wetenschap zelf toegekend wordt, kan variëren van het toeschrijven van een (zeker) ondergeschikt belang tot het ontzeggen van alle waarde in een specifiek deelgebied. De continentale filosofie staat veel vijandiger tegenover de pretenties van de wetenschap dan de analytische filosofie, die zich grotendeels spiegelt aan de wetenschap, maar er desondanks 'naast' bestaat, en vertrekt vanuit een naturalisme.
- Analyse en methode: vele hedendaagse stromingen hanteren een veel duidelijkere en meer afgelijnde methode van analyse en onderzoek. Bekend is bijvoorbeeld de analytische filosofie die de conceptuele analyse als haar uithangbord neemt, een idee dat ook verder werkt in de ordinary language philosophy die zich richt op een analyse van de alledaagse taal.[4] Andere voorbeelden zijn de transcendentale reductie van de fenomenologie, de structuralistische semantiek van het structuralisme en de deconstructie van Derrida.
- Realisme: vele hedendaagse filosofen maken komaf met de dominantie van het idealisme in de filosofie en kiezen voor een realistische inslag. Dit is vooral prominent in de analytische filosofie, die ontstaan is als kritiek op het Brits idealisme. Vaak bestaat dit realisme ook uit een direct realisme: het onderscheid tussen de fenomenale wereld en het Ding an sich van Immanuel Kant wordt verworpen.
- Pluralisme: hedendaagse filosofen staan sceptisch tegenover elke vorm van monisme, de stelling dat de hele wereld uit één oorzaak of stof voortkomt, een dominant idee in de 19e eeuw. Vele hedendaagse stromingen kiezen voor een radicaal pluralisme. Een goed voorbeeld hiervan is het moreel pluralisme van Isaiah Berlin en Thomas Nagel. Het beperkt zich echter niet tot een moreel of politiek pluralisme, maar kan ook gehanteerd worden in de kennistheorie, taalfilosofie of metafysica. Dit vindt men bijvoorbeeld terug in het pragmatisme (op vlak van kennis) en de ordinary language philosophy (op vlak van taal).
- Actualisme: een andere verschuiving is die van het zijn naar het worden. De wereld wordt niet meer als een statisch geheel gezien en er wordt niet meer zozeer gezocht naar hetgeen dat onveranderlijk blijft door de tijd heen, maar meer geconcentreerd op de veranderingen. Heel duidelijk is dit bijvoorbeeld terug te vinden in de procesfilosofie van Whitehead of in het werk van de postmoderne filosoof Gilles Deleuze.
- Personalisme: in tegenstelling tot de vroegere filosofie verschuift de nadruk in de filosofie naar de mens, terwijl het vroeger op God, de wereld, de geschiedenis of de samenleving lag. Heel duidelijk is dit in het existentialisme dat de vrijheid, onbepaaldheid en de uniekheid van de mens propageert. Daarnaast is dit ook uitgesproken in het werk van personalisten zelf zoals Emmanuel Mounier of in de fenomenologie van Emmanuel Levinas.
- Antisubjectivisme: in de tweede helft van de 20e eeuw werden de ideeën losgelaten dat het menselijk subject altijd centraal moet staan (bijvoorbeeld in het structuralisme en de ordinary language philosophy). De mens is toch niet zo vrij als deze eerst denkt, maar wordt door de omgeving en de samenleving bepaalt.
- De linguïstische wending: ook is het opvallend hoe het merendeel van de hedendaagse filosofen in hun opvattingen over kennis niet zozeer de rede en het menselijk verstand meer centraal plaatsen, maar een grote rol toekennen aan de taal. Deze linguïstische wending vond vooral plaats na de Tweede Wereldoorlog, toen het personalisme problematisch werd, en stelt dat de taal kennis mogelijk maakt en als tussenpersoon dient tussen mens en de wereld. Exemplarisch is dit in de ordinary language philosophy, maar bijvoorbeeld ook in het structuralisme. In feite zijn er weinig stromingen die aan deze wending ontsnappen en vindt men het ook terug in het pragmatisme van Richard Rorty, de postmoderne filosofie van Jean-François Lyotard en de kritische theorie van Jürgen Habermas.
- De eeuw van de crisis: de hedendaagse filosofie wordt daarnaast ook gekenmerkt door een opvallend aantal aangekondigde crisissen en revoluties in de filosofie.[5] Voorbeelden zijn de vroege crisis van de fundamenten van de wetenschap en wiskunde (fenomenologie, analytische filosofie), de crisis rond de aard van de taal (ordinary language philosophy), het vergeten van de ontologische differentie (Martin Heidegger), de crisis van het foundationalisme, de dood van de mens (structuralisme), de metafysica van de aanwezigheid (Jacques Derrida) en het einde van de grote verhalen (Jean-François Lyotard).

Naast deze reeks inhoudelijke kenmerken kan ook gewezen worden op de veranderingen in de formele kant van de filosofie: de filosofie heeft zich sterk geprofessionaliseerd. De opleidingen in de filosofie werden sterk uitgebouwd en losgekoppeld van andere disciplines zoals de theologie. Er werd ook meer verwacht van de filosoof. Zo is deze niet meer in de eerste plaats een verdediger van een bepaalde stelling of theorie die zich mag richten op het eigen werk en niets aantrekken van andere filosofen. Het wordt vandaag de dag verwacht van een academische filosoof dat deze op geregelde basis publiceert in erkende tijdschriften. Voor amateurfilosofen zonder een grote academische carrière, zoals Arthur Schopenhauer of Friedrich Nietzsche lijkt er geen plaats meer te zijn. De debatten gevoerd in deze tijdschriften en tussen filosofen onderling kenmerken zich in de 20e eeuw ook door een hoog technisch en ingewikkeld karakter, grotendeels ten gevolge van de nadruk op analyse en methode. Vandaag de dag is het dan ook zinvol om een onderscheid te maken tussen academische filosofen en filosofen die schrijven voor het grote publiek, zoals Ayn Rand of Alain de Botton. Deze laatste groep wordt vaak niet serieus genomen door de academische filosofie.
Gelijklopend met deze professionalisering van de filosofie, ontstonden ook een hele reeks gespecialiseerde filosofische tijdschriften en filosofische genootschappen. Een voorbeeld hiervan is het tijdschrift Mind dat in 1876 werd opgericht en waarin onder anderen Bertrand Russells On Denoting (1905) en Alan Turings Computing Machinery and Intelligence (1950), met de eerste versie van de turingtest, verscheen. Andere voorbeelden zijn The Monist (opgericht in 1890), en Analysis (opgericht in 1933) waarin het Gettier-probleem voor het eerst werd geformuleerd. Een bekend filosofisch genootschap is de American Philosophical Association.
Vanaf het begin van de 21e eeuw beginnen filosofen ook vaker gebruik te maken van het internet en weblogs om filosofische teksten met andere mensen te delen. Een bekend filosoof die zich sterk heeft ingelaten met deze communicatiemedia is David Chalmers. Ook bekend is de Stanford Encyclopedia of Philosophy, een internetencyclopedie waarvoor professionele filosofen artikels schrijven over allerlei filosofische onderwerpen en men gratis kan raadplegen op het internet.

## De kloof tussen de continentale en de analytische filosofie

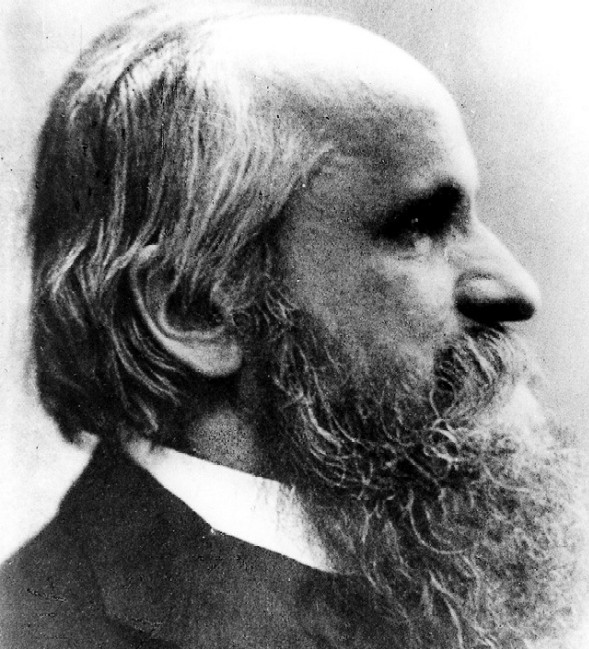
Het werk van Alexius Meinong wordt wel al binnen de hedendaagse filosofie gerekend, maar kan nog niet aan de hand van de kloof ingedeeld worden

Oorspronkelijk was er van een eventuele splitsing tussen continentale en analytische filosofie geen sprake. Zo waren er nog vlijtige contacten tussen filosofen die nu zouden worden opgesplitst tussen continentale en analytische filosofen op het einde van de 19e eeuw. Zo werd het werk van William James door filosofen van beide kanten gelezen, erkende G.E. Moore een sterke verwantschap met Franz Brentano op vlak van de ethiek en had Bertrand Russell nog vele elementen van Alexius Meinongs filosofie in zijn eigen werk gebruikt. Daarnaast ageerden zowel Edmund Husserl als Gottlob Frege sterk tegen het toen dominante psychologisme: de reductie van de logica tot de psychologie.
De hedendaagse filosofie vertrekt vanuit een crisis in de filosofie. Het hoogtepunt van de moderne filosofie was het Duits idealisme met personen als Fichte en G.W.F. Hegel. Zij plaatsten de filosofie bovenaan de top van alle wetenschappen en gaven deze het laatste woord. De stromingen faalde echter in haar ambities toen zij geconfronteerd werd met kritische denkers als Arthur Schopenhauer, Friedrich Nietzsche, Karl Marx en de psychoanalyse van Sigmund Freud. Terwijl het Duits idealisme beweerde dat de werkelijkheid volledig redelijk was, toonden deze kritische denkers aan dat er ook irrationele elementen in de samenleving waren, waardoor het subject bepaald wordt: de natuurlijke driften en impulsen, de machtswellust en de bestaande economische en sociale structuren. Als verdere oorzaken van deze kentering in de filosofie wijzen auteurs als Bochenski vooral op de crisis in de wetenschap en in de wiskunde: aan het begin van de 20e eeuw werd meer en meer getwijfeld aan het klassieke Newtoniaanse mechanistische wereldbeeld waarin alles zuiver deterministisch verliep (de demon van Laplace). Op deze manier bleek er toch een toevoeging van filosofie nodig, zelfs al was het maar een eeuwige kritische noot tegen deze ambitieuze wetenschappelijke toekomstperspectieven. In de wiskunde ontstond ook een gelijkaardige crisis, veroorzaakt door enerzijds het ontstaan van de niet-euclidische meetkunde en anderzijds de verzamelingenleer van Georg Cantor. Beide vernieuwingen ondergroeven de klassieke wiskundige axioma's. Hierdoor ontstond er twijfel rond de idee dat de wiskunde een solide basis kon vormen voor alle kennis, een idee dat al bij René Descartes speelde. Hierdoor kwam de moderne formele logica weer opzetten met denkers als Gottlob Frege en Giuseppe Peano.
De filosofie in het begin van de 20e eeuw trachtte op deze ontnuchtering een antwoord te bieden omdat het traditionele idealisme hier niet in slaagde. De hedendaagse filosofie deed dit vooral door te proberen zichzelf te herdefiniëren en een nieuwe methode uit te denken. Het is hier waar de splitsing begon tussen de continentale filosofie en de analytische filosofie, omdat zij beide een ander antwoord gaven op deze crisis. Vele auteurs, waaronder Michael Dummett in zijn Origins of Analytical Philosophy (1993), stellen dus dat beide stromingen uit dezelfde bron komen, maar zich in een andere richting hebben bewogen. Hedendaagse continentale filosofie ontstond samen met het werk van Franz Brentano, Edmund Husserl en Martin Heidegger, en breder ging het samen met de ontwikkeling van de fenomenologie. Deze filosofen stelden fundamentele fouten vast in het vroegere denken over de mens en bewustzijn en herdefinieerden vooral de relatie tussen mens en wereld. Deze verschuiving was geïnspireerd op de crisis in de wetenschap: de wetenschap leek toch niet de ultieme grond voor kennis te schenken, grotendeels door een verkeerd mens- en wereldbeeld, waardoor de filosofie op zoek moest gaan naar een nieuw fundament. Het psychologisme was hier een symptoom van.
Deze ontwikkeling was er echter gelijktijdig met het werk van Frege, Bertrand Russell en Ludwig Wittgenstein, waar ook een nieuwe methode werd ontwikkeld, namelijk een gebaseerd op de conceptuele analyse van taal via moderne formele logica (vandaar ook de naam analytische filosofie). In tegenstelling tot de continentale filosofie, was dit vooral een antwoord op de crisis in de wiskunde: de wiskunde was niet het ultieme fundament, dus moest via de logica gezocht worden naar de structuur achter de wiskunde (het logicisme). Frege was bijvoorbeeld in de eerste plaats een logicus en Russell en Alfred North Whitehead zijn bekend om hun werk Principia Mathematica (1910-1913) dat volledig in deze traditie valt te plaatsen.
Anderen gaan vroeger terug in de tijd om de oorsprong van deze splitsing te begrijpen. Ze wijzen erop dat de analytische en continentale filosofie een gemeenschappelijke geschiedenis kennen tot en met het werk van Immanuel Kant. Het is pas in de opvolging hiervan dat de twee soorten van filosofie verschillen qua mening. Zo wordt het Duits idealisme, met G.W.F. Hegel gezien als een belangrijke gebeurtenis in de geschiedenis van de filosofie binnen de continentale filosofie, terwijl analytische filosofen vanaf Russell en Moore de waarde van dit idealisme minimaliseren. De filosofie van Russell en Moore moet immers zelf verstaan worden als een reactie op het Brits idealisme, een voortvloeisel uit dit Duits idealisme.
Het verschil volgens Simon Critchley bestaat dan weer vooral uit hoe en hoeveel Kant is gelezen. De analytische filosofie concentreert zich vooral op de Kritik der reinen Vernunft (1781) en bespreekt vooral de kentheoretische problemen, terwijl de continentale filosofie meer waarde hecht aan de latere ambities van Kant in zijn Kritik der Urteilskraft (1790) waarin hij de kloof tussen het praktische ethische leven en het wetenschappelijk wereldbeeld wil overbruggen. Dus terwijl de analytische filosofie zich vooral bezighoudt met problemen rond logica, kennis en wetenschap (en dus de vraag wat kan ik weten?), heeft de continentale een veel breder en ambitieuzer project: zij wil de vraag naar de samenhang van de onverschillige, wetenschappelijke wereld en de betekenisvolle, ethische mens denken (en dus meer in de vraag van wat is de zin van het leven?).
De analytische filosofie werd vooral dominant in de Engelstalige wereld (zoals in het Verenigd Koninkrijk, de Verenigde Staten, Canada en Australië) alsook in Scandinavië, terwijl de continentale filosofie vooral gedijde op het Europese vasteland (in Frankrijk en Duitsland, maar ook in België en Nederland). De benaming van deze twee stromingen is in zekere mate ongelukkig gekozen. Zo worden bijvoorbeeld de Duitser Gottlob Frege, de filosofen van de Wiener Kreis en de logici van de Poolse logische school (gesticht door Kazimierz Twardowski), die van continentaal Europa afkomstig waren, klassiek geplaatst onder de analytische filosofie. Daartegenover staat dan weer dat filosofen als Judith Butler, Theodor Adorno, Hannah Arendt en Hubert Dreyfus die uit de Verenigde Staten afkomstig zijn, of er lange tijd geleefd en gewerkt hebben, in de continentale traditie worden geplaatst.

### Nuancering
Het is belangrijk op te merken dat deze tegenstelling tussen de continentale en analytische filosofie niet zo strikt is als ze op het eerste gezicht lijkt. Er bestaat wel degelijk interactie tussen beide tradities zoals Gilbert Ryles zelftypering als fenomenoloog, de contacten tussen Alfred Ayer en Maurice Merleau-Ponty en het bekende debat tussen Jacques Derrida en John Searle over het werk van John Austin, waarbij Searle ook bekend was om zijn vele contacten met Michel Foucault. Daarnaast is het zo dat de hedendaagse voortzetting van het pragmatisme (ook bekend onder de naam neopragmatisme) deze tegenstelling afwijst en probeert elementen van beide kampen te combineren. De Amerikaan Richard Rorty, een kernfiguur in deze stroming, is bijvoorbeeld opgegroeid in de analytische traditie, maar heeft in zijn latere werk uitvoerig beroep gedaan op ideeën van Martin Heidegger en Jacques Derrida. Er wordt weleens gesproken van postanalytische filosofie. Een tweede punt dat erop wijst dat de scheiding niet zo strikt is, is dat er ook filosofen zijn, zoals Ayn Rand, die niet goed te plaatsen zijn in deze tegenstelling.
Er zijn ook verschillende auteurs of stromingen die betogen dat deze tegenstelling niet de belangrijkste of juiste is. Zo stelt het speculatief realisme met denkers als Quentin Meillassoux dat beide ten prooi vallen aan wat Meillassoux noemt het correlationisme: het bewustzijn en de wereld worden gedacht als correlatief met elkaar. Hierdoor wordt absolute kennis van de wereld problematisch omdat men nooit kan bewijzen dat deze correlatie correct is en met wat ons bewustzijn correleert. Het speculatief realisme betwist deze stelling en stelt dat zekere kennis over de wereld op zich wel degelijk mogelijk is. Een ander voorbeeld is Nikolas Kompridis die in Philosophical Romanticism (2006) betoogt dat het echte onderscheid niet tussen analytische en continentale filosofie bestaat, maar tussen naturalistische en niet-naturalistische filosofie. Het draait dus om de vraag of de filosofie zich moet spiegelen aan de natuurwetenschappen (naturalisme) of ook verder naar andere takken, zoals de menswetenschappen en de literatuur, kijken. De keuze hiertussen is volgens Kompridis van cruciaal belang voor het antwoord op de vraag of de mens volledig biologisch bepaald is of niet.
Verder zijn er in de hedendaagse filosofie ook andere stromingen te onderkennen die minder bekend zijn en vandaag de dag grotendeels in de vergetelheid geraakt zijn. Allereerst is er de levensfilosofie of het vitalistisch irrationalisme, dat zijn oorsprong kent in het werk van Arthur Schopenhauer en verder is uitgewerkt door Friedrich Nietzsche, Wilhelm Dilthey, Georg Simmel, William James en Henri Bergson. Deze stroming was grotendeels een kritiek op het eeuwige rationalisme dat in de filosofie bleef doorwerken. Hoewel Kant stelde dat men het ding op zichzelf niet kon kennen, beweerde hij toch dat de empirische werkelijkheid volledig rationeel was. Ook in het Duits idealisme bleef dit idee overeind. Bij de levensfilosofie verschoof echter de nadruk van het redelijke naar het onredelijke, het levendige en het driftmatige. Een verdere grote inspiratiebron was de evolutietheorie van Charles Darwin.
Een andere stroming was dan weer de moderne realistische metafysica met denkers als Samuel Alexander, Victor Cousin, Paul Janet, Hermann Lotze en Nicolai Hartmann. Ook meer specifieke stromingen zoals de procesfilosofie van Alfred North Whitehead of het neothomisme van Joseph Maréchal, Jacques Maritain en Étienne Gilson kunnen onder deze noemer geplaatst worden. Net als de levensfilosofie, en in feite de hele hedendaagse filosofie, reageerde zij tegen de moderne filosofie van Kant en Hegel. In tegenstelling tot Kant vonden deze filosofie het wel gelegitimeerd om zich tot metafysische uitspraken over het ding an sich te wagen en in tegenstelling tot Hegel deden ze dat op een realistische wijze: de werkelijkheid bestond buiten de menselijke geest.
Ook valt op te merken dat oudere stromingen niet volledig ten ondergaan in de hedendaagse filosofie. Het empirisme leeft nog voort in de analytische filosofie en het logisch positivisme. het idealisme blijft zijn invloed hebben in het Brits idealisme, maar ook bijvoorbeeld in het werk van Benedetto Croce, Léon Brunschvicg of John Dewey. In Duitsland vindt men in het begin van de 20e eeuw nog aanhangers van het neokantianisme, zoals Otto Liebmann, Hermann Cohen en Bruno Bauch. Ook het marxisme in de vorm van het dialectisch materialisme blijft nog populair, voornamelijk is in de Russische filosofie waar het wordt uitgewerkt tot het leninisme en het stalinisme. Zelfs in westerse landen heeft het marxisme nog aanhang: bijvoorbeeld in het analytisch marxisme of in het werk van Louis Althusser of Antonio Negri.

## Analytische filosofie
De analytische of Anglo-Amerikaanse filosofie is een algemene verzamelnaam voor een bepaalde stijl van filosofie die vooral wordt gehanteerd in de Engelstalige landen in de hedendaagse filosofie. De stijl gaat vooral terug op het werk van Bertrand Russell en G. E. Moore, die zelf voortbouwden op het werk van Gottlob Frege. Een klassiek werk die deze nieuwe stijl illustreert is Russells paper On Denoting (1905). Kenmerkend voor analytische filosofie is het streven naar helderheid in verwoording en argumentatie van het ideeëngoed. Ook wordt ze gekenmerkt door een afkeer voor elke vorm van obscuur taalgebruik, waarvan ze continentale filosofen vaak beschuldigen. Verder wordt dit soort filosofie ook getypeerd door een sterk vertrouwen in de natuurwetenschappen en een zekere minimalisering van het historisch aspect van de filosofie en de mens. Daarnaast vertrekt de analytische wijsbegeerte vooral van concrete filosofische problemen die weliswaar kunnen gaan over een heel gamma van onderwerpen. Voorbeelden hiervan vindt men terug in de filosofie van de geest, de epistemologie of de taalfilosofie, waarrond dan de verschillende filosofen werk verrichten. Hierdoor heeft het geen echte verder te onderscheiden stromingen, in tegenstelling tot de continentale wijsbegeerte. Verscheidene bekende filosofen werken allemaal mee aan een gamma van gemeenschappelijke problemen van de filosofie die ze willen oplossen. Ze presenteren daarbij dan geen eigen gehele systemen, maar gaan in op elkaars werken en oplossingen voor een probleem. De school van de ordinary language philosophy kan hierop als een uitzondering beschouwd worden.
Sommige analytische filosofen aan het eind van de 20e eeuw, zoals bijvoorbeeld Richard Rorty en Robert Brandom hebben opgeroepen om dit klassiek onderscheid tussen analytische en continentale filosofie te doorbreken, en niet meer zo rotsvast aan de eigen typische analytische methode vast te houden. Rorty roept de analytische traditie op in zijn werk Philosophy and the Mirror of Nature (1979) om meer aandacht te schenken aan de belangrijke ideeën die het werk van de continentale filosofen de analytische filosofie kan leren.

### Geschiedenis
Het begin van de analytische filosofie is te vinden in bepaalde Britse universiteiten, zoals universiteit van Oxford en de universiteit van Cambridge. Verscheidene filosofen die daar werkten, zoals G.E. Moore en Bertrand Russell probeerden zich af te zetten tegen het destijds dominante Brits idealisme, de Britse variant van het Duits idealisme. Russell wees vooral op de logische contradicties bij dit idealisme en stelde zelf een meer realistische filosofie voor: de wereld is er geen waar de zaken enkel door het denken van het subject bestaan, maar er bestaat ook een externe buitenwereld, los van elk denkend subject. Moore gaat hier in principe nog verder in en verwerpt samen met dit idealisme ook iedere vorm van scepticisme (de common sense-filosofie). Hij vertrekt van de meest basale relatie met de wereld waarin het overduidelijk is dat ik bijvoorbeeld twee handen heb. Hieraan twijfelen, of pretenderen dat het slechts een idealistische constructie is, is volgens Moore geen houdbaar standpunt.
Hoewel Russell en Moore in het begin nog dit platoons realisme aanhingen, wijzigden ze hun standpunten later naar het logisch atomisme, dat ook verder werd ontwikkeld door Ludwig Wittgenstein in zijn Tractatus Logico-Philosophicus (1921). Niet alleen richtten zij zich op analyse van taal (proposities) en betekenis, ook keerden zij zich af van een bepaalde filosofische methode waarbij grote systemen of grootschalige syntheses werden gepresenteerd. In plaats van op syntheses concentreerden zij zich met oog voor detail op een afgebakend probleem binnen de filosofie. Deze ideeën hadden, vooral via het werk van Wittgenstein, een sterke invloed op de Wiener Kreis, iets dat resulteerde in het logisch positivisme met filosofen als A.J. Ayer en Rudolf Carnap.
Een belangrijke verschuiving gebeurde na de Tweede Wereldoorlog, wanneer de focus verschoof van de zoektocht naar een ideale taal via de logica naar de alledaagse taal. Deze vroegere zoektocht kreeg al een zware klap te verduren wanneer Kurt Gödel bewees dat het onmogelijk was de wiskunde op de logica te funderen. Dit was wat het logicisme ambieerde en personen als Frege en Russell waren hier sterke aanhangers van. In de filosofie kwam dit daarnaast ook door allerhande kritieken, geuit door filosofen als de latere Wittgenstein, W.V.O. Quine en Wilfrid Sellars op het logisch positivisme: het project van een ideale taal leek onhaalbaar en de alledaagse taal leek bruikbaarder dan gedacht. Dit laatste aspect is vooral terug te vinden in het latere werk van Wittgenstein, en meer algemeen in de school van de ordinary language philosophy, dat vooral naar voren kwam aan de universiteit van Oxford met filosofen als Gilbert Ryle, John Austin en Peter Strawson. Vanaf de jaren zestig verloor de analytische filosofie in zekere zin zijn sterke focus op de taal. De taal staat niet langer centraal en allerhande subdisciplines van de analytische filosofie gaan verder dan taalfilosofie of de hieruit afgeleide metafysica. Voorbeelden hiervan zijn het lichaam-geestprobleem of het scepticisme in de epistemologie. Toch zal deze sterke nadruk op taal en logica blijven bestaan en typerend blijven voor de analytische filosofie.
Een meer hedendaagse trend is dan weer de opkomst van de experimentele filosofie met onder anderen Joshua Knobe en Shaun Nichols. Deze filosofen pleiten ervoor dat men op basis van de wetenschappelijke methode, zoals die in de cognitieve wetenschappen terugkomt, de intuïties van de gewone mensen moet testen. Vele analytische filosofen doen volgens experimentele filosofen in hun werk beroep op de intuïties van de mensen in zogenaamde gedachte-experimenten. Onderzoek in de experimentele filosofie lijkt er echter op te wijzen dat deze intuïties vaak niet algemeen gedeeld worden en per cultuur of zelfs geslacht kunnen verschillen.

## Continentale filosofie

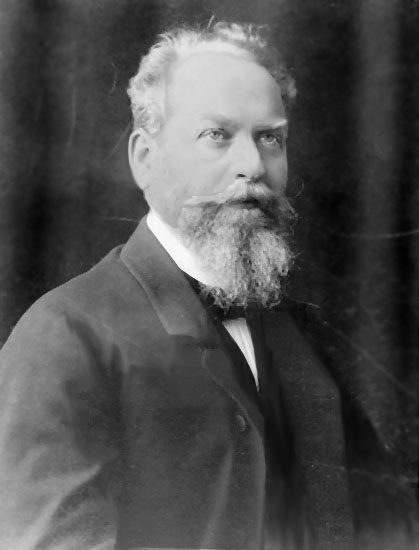
Edmund Husserl kan beschouwd als een fundamenteel figuur in de continentale filosofie

De term continentale filosofie kan beschouwd worden als een benaming van een verzameling stromingen die vooral verspreid waren in Frankrijk en Duitsland. Stromingen waarop het kan duiden zijn het Duits idealisme, het neokantianisme, de levensfilosofie, de fenomenologie, het existentialisme, de hermeneutiek, hetstructuralisme of het poststructuralisme, de kritische theorie, uitgewerkt door de Frankfurter Schule, de moderne feministische filosofie, maar ook de verscheidene richtingen in het marxisme en neomarxisme. Het is dus belangrijk op te merken dat er geen vaststaande definitie of zelfs geen vaststaande methode is. De continentale filosofie wordt vooral bijeengehouden door bepaalde kenmerken, die haar contrasteren tegenover de analytische filosofie.
Kenmerkend voor de continentale filosofie is dat zij, in tegenstelling tot de analytische filosofie, eerder kritisch staat tegenover de natuurwetenschapen en haar claims op de objectieve waarheid. In dit verband wordt er dan op gewezen dat de wetenschappers, net als ieder mens, afhankelijk zijn van ervaringen die al op voorhand gekleurd zijn door cultuur en sociale normen. Het wordt met andere woorden bepaald door de context, ruimte en tijd, taal, cultuur en geschiedenis waarin de mens leeft. Sommige passen dan ook de termen historicisme en relativisme toe op de continentale filosofie. Daarnaast is ook een nadruk op de metafilosofie kenmerkend. Als reactie op het succes van natuurwetenschappen en menswetenschappen probeerden continentale filosofen de methode en aard van filosofie te herdefiniëren. Zo zagen vroege stromingen als het Duits idealisme en de fenomenologie nog de mogelijkheid dat de filosofie voorafgaat aan de andere wetenschappen. Filosofie zou als taak hebben de gehele werkelijkheid te denken of moet op z'n minst de oorspronkelijke voorwetenschappelijke wereld van de mens in kaart brengen. Latere stromingen zullen deze ambitie laten vallen, maar wel stellen dat de wetenschappen niet het laatste woord kunnen hebben over wat er al dan niet bestaat. Zij wijzen op de bepaaldheid van de mens door ideologie of maatschappelijke structuren, en zetten zich in om deze structuren te denken. Ook verschoof de aandacht naar de notie van 'alteriteit': klassieke metafysica alsook de moderne wetenschap ziet niet in dat ze door het opleggen van rationele structuren aan de werkelijkheid, ze ook altijd bepaalde delen van de werkelijkheid onderdrukken. Door alles in te planten in een grotere theorie, wordt bijvoorbeeld de unieke singulariteit en particulariteit van een ding ontkent. Dit differentiedenken is sterk aanwezig bij Martin Heidegger, Emmanuel Levinas en Jacques Derrida.

### Geschiedenis
Het begin van de continentale filosofie wordt meestal geplaatst bij het werk van Franz Brentano en Edmund Husserl en het ontstaan van de fenomenologie in het begin van de 20e eeuw, hoewel ook verder in de tijd kan worden teruggegaan naar de levensfilosofie of zelfs Immanuel Kant. De fenomenologie gaat zich richten op het voor zich laten spreken van de fenomenen en plaatst de intuïtieve ervaring centraal. Personen als Heidegger en Maurice Merleau-Ponty werkten deze fenomenologische benadering verder uit.
Vooral door het werk van Heidegger bood deze nieuwe benadering een voedingsbodem voor het existentialisme, dat daarnaast ook Søren Kierkegaard en Friedrich Nietzsche als grote voorbeelden profileert. Deze twee stromingen werden ook gecombineerd in de vorm van een existentiële fenomenologie. De existentiële fenomenologie en breder het existentialisme plaatst het existentiële aspect van de mens centraal en stelt dat de mens doelloos in de wereld is geworpen, zonder enige vaste natuur die vertelt wat deze moet doen. Het existentialisme probeerde een antwoord te bieden op deze leemte. Zo stelde de vooraanstaande existentialist Jean-Paul Sartre dat de mens volledig vrij en verantwoordelijk is in alles wat deze doet, omdat de vaste natuur ontbreekt. Het eigen leven moet hier bepaald worden en de zin van het leven moet zelf geschapen worden. In het werk van Levinas staat dan weer de ethische relatie tussen het Ik en de Ander (de andere persoon) centraal. Hij beschrijft in zijn werk hoe de ethiek tot stand komt door de confrontatie tussen het Ik en het radicale Andere. Deze alteriteit is een onophefbaar anders-zijn. Levinas leverde hiermee sterke kritiek op de gehele westerse filosofie, waarin volgens hem al sinds de oude Grieken geen plek voor anders-zijn is. Hij gaf deze kritiek echter ook op de fenomenologie en het existentialisme zelf: deze posities vertrekken immers nog altijd vanuit het Ik en plaatsen de Ander hoogstens als gelijke naast zich. Levinas stelde echter dat deze relatie asymmetrisch is en de Ander een hogere positie bekleedt dan het Ik.
Het existentialisme nam vanaf de jaren 1950 in invloed af en werd door het structuralisme opgevolgd. Deze stroming werd geïnspireerd door de semiotiek, voortvloeiend uit het werk van Ferdinand de Saussure. De Saussure stelde dat in de taal de betekenis van de termen bepaald werd door de andere termen binnen diezelfde taal en dus niet door de externe wereld of door conventie. De mens is zich hier niet bewust van; hij groeit op in die taal, maar kan niet buiten die taal gaan. Dit aspect wordt verder ontwikkeld in het werk van Roman Jakobson en Roland Barthes. Het structuralisme stelde verder dat de mens en de samenleving in het algemeen bepaald werden door onbewuste maatschappelijke structuren, die grote delen van het menselijk leven volledig bepalen. De grote invloed van dit structuralisme lag in zijn toepassing in allerlei andere gebieden, zoals in de antropologie door Claude Lévi-Strauss, in de sociologie door Jean Baudrillard, in de psychoanalyse door Jacques Lacan en in het marxisme door Louis Althusser. Een apart geval hierbij is Michel Foucault, die het toepast op de geschiedenis: hij ziet onbewuste epistèmes aan het werk die het denken van een tijdsperiode bepalen. Foucault wordt echter al gezien als een poststructuralist.

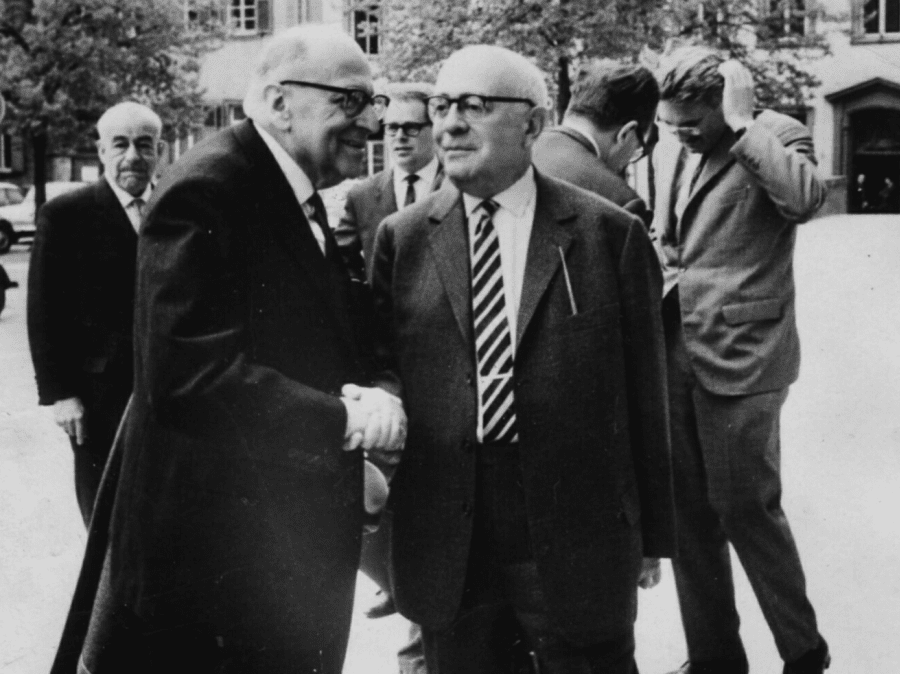
Max Horkheimer, Theodor Adorno en Jürgen Habermas. Drie vooraanstaande vertegenwoordigers van de Frankfurter Schule

In de jaren 1960 kwam een nieuwe reeks filosofen op, getypeerd als poststructuralisten of postmodernisten. Vooraanstaande filosofen hierbij zijn Jean-François Lyotard, Jacques Derrida en de eerder vermelde Foucault. Lyotard kan beschouwd worden als de grondlegger van het postmodernisme. Hij stelde dat het modernisme voorbij was en dat de Grote Verhalen zoals dat van het marxisme, de Verlichting en de vooruitgang voorbij waren. Er zou enkel nog plaats zijn voor kleine verhalen. Derrida ontwikkelde daarnaast de deconstructie, een soort leeswijze die hij toepaste op allerhande bekende teksten: hij trachtte aan te tonen hoe deze tekst zichzelf op een bepaalde manier ondergraaft en zo aantoont dat de structuren die door de mens op de werkelijkheid worden geplakt altijd tekortschieten. Verdere belangrijke filosofen binnen dit postmoderne denken zijn Hans-Georg Gadamer, grondlegger van de filosofische hermeneutiek, voortbouwend op het werk van Heidegger, en verder nog Paul Ricoeur, Gilles Deleuze en Gianni Vattimo. Op deze filosofen wordt in Frankrijk dan weer recentelijk kritiek geuit door de Nouveaux philosophes waaronder André Glucksmann en Alain Finkielkraut.
Een ander belangrijke stroming die geassocieerd wordt met de continentale filosofie is de Frankfurter Schule. Deze school bestaat uit een reeks sociologen en filosofen die vanuit neomarxistische hoek maatschappijkritiek uiten op de hedendaagse samenleving. Deze kritiek staat bekend onder de naam kritische theorie. Belangrijke kenmerken van deze school zijn dat zij zich wel gedeeltelijk laat inspireren door het werk van Karl Marx, maar er zich ook gedeeltelijk tegen afzet. Zo verwerpen deze auteurs Marx' historicistische opvatting van de klassenstrijd. Daarnaast beroepen ze zich ook op het werk van Sigmund Freud, dat ze dan combineren met dit neomarxisme. Vertegenwoordigers van deze school zijn Max Horkheimer, Theodor Adorno, Herbert Marcuse en in zekere zin ook Walter Benjamin. Ook de hedendaagse filosoof Jürgen Habermas wordt hieronder geplaatst, hoewel hij ook sterke kritiek heeft geuit op zijn voorgangers.
Anderzijds kan ook de feministische filosofie met auteurs als Judith Butler, Simone de Beauvoir en Donna Haraway onder de continentale filosofie worden geplaatst. Een nieuw opkomende stroming is het speculatief realisme met onder anderen Quentin Meillassoux die vooral het werk van Immanuel Kant bekritiseren en een veel sterk realisme vooropstellen: kennis van het ding an sich is wel degelijk mogelijk.

## Hedendaagse filosofen
Analytische filosofen
- Elizabeth Anscombe
- John Austin
- Alfred Ayer
- Rudolf Carnap
- Noam Chomsky
- Donald Davidson
- Daniel Dennett
- Michael Dummett
- Ronald Dworkin
- Jerry Fodor
- Gottlob Frege
- Richard M. Hare
- Rosalind Hursthouse
- Joshua Knobe
- Thomas Kuhn
- Saul Kripke
- David Lewis
- John Mackie
- John McDowell
- G.E. Moore
- Thomas Nagel
- Shaun Nichols
- Robert Nozick
- Martha Nussbaum
- Derek Parfit
- Karl Popper
- Hilary Putnam
- W.V.O. Quine
- John Rawls
- Bertrand Russell
- Gilbert Ryle
- Moritz Schlick
- John Searle
- Wilfrid Sellars
- Peter Singer
- Peter Strawson
- Charles Taylor
- Bernard Williams
- Timothy Williamson
- Ludwig Wittgenstein

Continentale filosofen
- Theodor Adorno
- Louis Althusser
- Hannah Arendt
- Alain Badiou
- Roland Barthes
- Jean Baudrillard
- Simone de Beauvoir
- Walter Benjamin
- Henri Bergson
- Martin Buber
- Judith Butler
- Albert Camus
- Benedetto Croce
- Gilles Deleuze
- Jacques Derrida
- Wilhelm Dilthey
- Hubert Dreyfus
- Michel Foucault
- Hans-Georg Gadamer
- Donna Haraway
- Martin Heidegger
- Edmund Husserl
- Karl Jaspers
- Panajotis Kondylis
- Jacques Lacan
- Emmanuel Levinas
- Georg Lukács
- Jean-François Lyotard
- Gabriel Marcel
- Maurice Merleau-Ponty
- Emmanuel Mounier
- José Ortega y Gasset
- Paul Ricoeur
- Rüdiger Safranski
- Jean-Paul Sartre
- Max Scheler
- Carl Schmitt
- Peter Sloterdijk
- Gianni Vattimo
- Slavoj Žižek

Andere filosofen
- Samuel Alexander
- F.H. Bradley
- Robert Brandom
- Paul Feyerabend
- Jürgen Habermas
- Nicolai Hartmann
- C.I. Lewis
- Joseph Maréchal
- Quentin Meillassoux
- Alexius Meinong
- Michael Oakeshott
- Ayn Rand
- Richard Rorty
- George Santayana
- Kazimierz Twardowski
- Eric Voegelin
- A.N. Whitehead